# 姚锡华
姚锡华（1929年—2009年3月2日），男，江苏南京人，中国新闻工作者，曾任《光明日报》社副总编辑、总编辑，中共十三大代表。